# 塔平刺鰍
塔平刺鰍為輻鰭魚綱合鰓目刺鰍亞目刺鰍科的其中一種，分布於亞洲越南的淡水流域，體長可達19公分，棲息在中底層水域，屬肉食性。